# سهراب محمدی
سُهراب محمدی (زادهٔ ۱۳۱۷ – درگذشتهٔ ۲۲ مرداد ۱۳۹۹)، موسیقی‌دان، آهنگساز، خواننده و نوازندهٔ دو تار اهل ایران بود. او آخرین بازماندهٔ بخشی‌های خودبند کرمانج شمال خراسان بود. وی سه دختر و پنج پسر داشت که گفته می شود آنان نیز نوازندگی دوتار انجام می‌دهند.

## زندگی‌نامه
سهراب محمدی مشهور به سهراب بخشی، سال ۱۳۱۷ در شهر آشخانه، واقع در استان خراسان شمالی متولد شد. از ۱۰ سالگی نواختن دوتار و خواندن شعرهای محلی را آغاز کرد. پدر و پدربزرگ و اجداد وی در زمان حیات خود از فعالان هنرهای دستی، سرودن شعر کُردی کرمانجی و موسیقی و از بخشی‌ها بودند.
نخستین بار فوزیه مجد، مادر اتنوموزیکولوژی موسیقی نواحی، او را به جامعه هنری معرفی کرد. سهراب نخستین خوانندهٔ کُرد کرمانج بود که همکاری خود را با رسانهٔ رادیو آغاز کرد و در برنامه‌های تلویزیونی و رادیویی و همین‌طور جشنواره‌های مختلف ایران پس از انقلاب ۱۳۵۷ حضور داشت. او از ابتدای تأسیس رادیو کرمانجی با صدا و سیمای مرکز خراسان همکاری می‌کرد و این همکاری تا آخرین روزهای عمر وی ادامه داشت.
موسیقی و هنرِ سهراب محمدی، علاوه بر ایران در کشورهای آسیای میانه نیز شناخته شده‌است. قطعاتی همچون: شاره‌جان، آهنگ طوفان، شهید، لیاره، گُلا مِن از جمله آثار سهراب محمدی به‌شمار می‌آیند.
در اردیبهشت ۱۳۹۷، مراسم تجلیل و بزرگداشت سهراب محمدی در مجتمع فرهنگی و هنری مانه و سملقان برگزار شد. در این مراسم از سردیس سهراب محمدی رونمایی شد. در سی و یکمین جشنواره موسیقی فجر، جایزهٔ باربد بهترین آلبوم موسیقی نواحی به آلبوم موسیقی شمال خراسان اثر سهراب محمدی تعلق گرفت.
سهراب محمدی که از آخرین بخشی‌های خودبند کُرمانج شمال خراسان بود. او تنها بخشی‌ای بود که مدرک درجه یک هنری معادل دکتری نوازندگی و خوانندگی را دریافت کرده بود.
خانوادهٔ سهراب محمدی گفته‌اند که او تا آخرین لحظات عمر دوتار خود را بر زمین نگذاشت. شغل اصلی سهراب محمدی کشاورزی و موسیقی بود. او ۳ دختر و ۵ پسر داشت که گفته می‌شود همگی آن‌ها نوازندهٔ دوتار هستند.

## درگذشت
سهراب محمدی که با وجود بیماری، تحت پوشش هیچ بیمه ای نبود، در ۲۲ مرداد ۱۳۹۹، در سن ۸۲ سالگی بر اثر ایست قلبی درگذشت. ، کمبود خدمات درمانی و بیمه در آن زمان یکی از مشکلات منطقه ایشان بود.

## یادداشت
1. ↑  سهراب محمدی با نام سهراب بَخشی نیز شناخته می‌شد. بَخشی لقبی است که به برخی از نوازندگان دوتار در شمال خراسان داده می‌شود.[۲]